# Distrito de Anse Boileau
Anse Boileau es un distrito que se encuentra en el sur de la isla de Mahe, en las Seychelles. Anse Boileau ejemplifica las bellezas naturales de las Seychelles: se sitúa al pie de una montaña escarpada y muy verde, está bañado por las aguas del océano Índico y contiene arroyos, bosques, calas y charcas. Se describe a menudo como una “aldea de pesca” porque muchos de los residentes locales viven de esta actividad. Tiene una escuela, un restaurante y alguna tienda de comestibles, un centro de salud y una comisaría de policía. Está a poca distancia de Anse la Mouche, popular destino turístico en la isla de Mahe.
- Datos: Q569453